# Gaspard Cottance
Gaspard Cottance est un cosmétologue et parfumeur français, fondateur en 1863 à Paris de la marque portant son nom. Reconnue pour ses innovations dans le domaine de la parfumerie et de la cosmétique, la Maison a été distinguée à de nombreuses reprises lors d'expositions universelles.

## Histoire
En 1863, Gaspard Cottance crée sa Maison de parfums et cosmétiques au 19 rue des Lombards, dans le 4e arrondissement de Paris, après avoir reçu une formation chez le parfumeur Carette. Il s'associe avec Alexandre Bourdin, chacun apportant un capital de 50 000 francs.   
Rencontrant rapidement le succès, Gaspard Cottance fait construire en 1864 une grande usine à la Villette, et l'entreprise devient la Parfumerie Centrale Cottance.  
En 1868, Cottance fait protéger par un brevet d’invention une formule novatrice de soin naturel qu’il nomme "Pommade Mandarine à la Rose". Ce produit devient une référence phare de la marque, et s'impose progressivement à l'export sur les 5 continents comme l’un des premiers bestseller international de l’histoire de la cosmétique moderne. Ce succès inédit s'accompagne du développement des premières contrefaçons de la marque à l’étranger, phénomène alors nouveau, qui mènera à l’invention par Cottance de pots et boîtes permettant d’assurer l’authenticité de ses produits.  
La même année, l'entreprise déplace ses ateliers de production à Pantin pour répondre à l'augmentation de la demande, tandis que le magasin de vente s'installe au 35 rue de Turbigo, à Paris.  
L'année suivante, en 1869, Gaspard Cottance dépose un brevet pour une machine innovante permettant de multiplier par dix la productivité de la fabrication de pommades et crèmes cosmétiques, marquant un tournant dans le secteur.   
En 1878, la marque introduit en France la première crème douce pour le visage à base de vaseline, une découverte majeure importée des États-Unis,. Elle lance peu après un nouveau produit baptisé « Vaseline Russe », à l’esthétique originale, dont une boîte reste aujourd’hui exposée au Musée de la forteresse Pierre-et-Paul à Saint-Pétersbourg.  
A cette époque, la Maison participe à des Expositions Universelles, où elle obtient plusieurs distinctions : médaille de bronze à Paris en 1878, médaille d’or à Melbourne en 1880, médaille d’or à Anvers en 1885, médaille d’argent à Paris en 1889, médaille d’or à Bruxelles en 1897, et médaille d’or à Paris en 1900,,,.  
À la mort du fondateur en 1881, son épouse Hortense Cottance prend la direction de l'entreprise. Elle poursuit le développement d’une entreprise désormais mondialement reconnue, qui dispose d’un réseau d’agences d’exportation dans la plupart des grandes capitales du monde et affiche plus de 600 produits de soin du visage, parfums, cosmétiques et savons sur son catalogue général. A Paris, elle agrandit considérablement la surface de vente en déplaçant le magasin étendard de la Maison au 38, Boulevard de Sébastopol.  
En 1886, elle s'associe avec Aristide Bagot, directeur de la fabrication, et l'entreprise prend le nom de Cottance, Bagot & Cie.   
En 1888, Hortense Cottance achève la construction d’un hôtel particulier à proximité de l’usine, conçu par l'architecte Frantz Jourdain, également créateur du bâtiment de La Samaritaine à Paris.  
En 1900, la marque est membre du jury dans la catégorie Parfumerie de l'Exposition Universelle à Paris, aux côtés de grands noms comme L.T. Piver ou Roger & Gallet. Le rapport officiel de l'exposition souligne les innovations de la Maison Cottance et son apport à l'industrie française de la parfumerie.   
À son apogée, Cottance produit plus de 100 tonnes de produits cosmétiques par an, vendus en France et à l'international sur les cinq continents. Son usine, couvrant 3 500 m², emploie plus de 200 personnes.   
Cependant, la Première Guerre Mondiale affectera gravement l'activité de la Maison, qui se fera plus discrète par la suite, continuant de commercialiser des produits sous la marque Cottance Paris jusqu’à sa cessation d’activité en 1979.  
En 2022, des entrepreneurs français décident de relancer la marque.